# Gothajský almanach
Gothajský almanach (německy Gothaischer Hofkalender) je familiární označení souboru genealogických příruček panovnických a šlechtických rodů Evropy.

## Historie
Publikace vycházela v letech 1763–1944 v nakladatelství Justus Perthes, původně jako součást tzv. dvorského kalendáře vévodství Sachsen-Gotha und Altenburg. Později byla rozčleněna do několika samostatných řad podle svého zaměření. Vzhledem k oblíbenosti a rozšířenosti, které publikace v brzké době dosáhla, se lze výjimečně setkat s použitím termínu v jeho generické formě pro obdobná díla.
Za druhé světové války bylo nakladatelství i s archivem při spojeneckém náletu zničeno. Konec války přinesl významné společenské změny v Evropě, zejména ve východním Německu (sídle vydavatelství), a znamenal zánik almanachu v originální podobě. Od roku 1951 je vydávána obdobná řada pod názvem Genealogisches Handbuch des Adels (tzn. Genealogická příručka šlechty) nakladatelstvím C. A. Starke v Limburgu. V roce 2000 začala být v Londýně vydávána tzv. „obnovená“ (skrze pronájem práv od nástupců původního vydavatele, avšak bez jakékoli jiné návaznosti) edice pod názvem Almanach de Gotha pod vedením Johna Kennedyho.

## Vznik a rozšíření
Gothajský almanach vyšel roku 1763 v saském městě Gotha jako první dvorský kalendář zpřístupňující aktuální genealogické informace o vládnoucích rodinách tehdejší Evropy. Gothajský almanach (GA) si získal takovou oblibu, že od té doby vycházel každoročně, v 19. století přibylo několik zvláštních řad, věnovaných rodinám hraběcím, baronským, rytířským i šlechtickým.

## Novodobá pokračování
Inspirace GA dala vzniknout několika obdobným pokusům, které se snažily pokrýt menší územní celky.

### České obdoby
V Českých zemích se, mimo brněnských Genealogische Taschenbücher der Ritter- und Adelsgeschlechter (1870–1894), zaměřených na nižší šlechtu Rakouska-Uherska, pokusil o podobný podnik Zdenko Radslav Kinský sborníkem U nás (1934). Toto dílo se mělo druhého svazku dočkat za sedm let, vyšel však až roku 1948 (reprint 1995). Následující komunistický režim v Československu podobným snahám nepřál, takže v německém Limburgu vycházející řadu Genealogisches Handbuch des Adels (LA), která v 50. letech na GA navázala, české knihovny neměly k dispozici. Pro české badatele, kteří mají přístup k zahraniční literatuře stále ztížený, tedy zeje mezi rokem 1942 (resp. 1944), kdy přestaly vycházet GA, a dneškem padesátiletá informační mezera. Její zaplnění si jako hlavní cíl vytkla (tmavomodrá) řada Vladimíra Pouzara (1951–2013) a kol., nazvaná Almanach českých šlechtických rodů, zabývající se vyšší šlechtou – rody baronskými, hraběcími, knížecími a panovnickými – poslední vydaný ročník byl 2024.
Dále i (světlemodrá) řada Karla Vavřínka (1929–2016) a kol. nazvaná Almanach českých šlechtických a rytířských rodů zabývající se převážně rody nižší šlechty, prostými šlechtici a rytíři, najdeme zde však i rody, které byly povýšeny mezi šlechtu vyšší. V roce 2016 vyšel svazek 2028.